# Mniszków (gemeente)
De gemeente Mniszków is een landgemeente in het Poolse woiwodschap Łódź, in powiat Opoczyński.
De zetel van de gemeente is in Mniszków.
Op 30 juni 2004 telde de gemeente 4820 inwoners.

## Oppervlakte gegevens
In 2002 bedroeg de totale oppervlakte van gemeente Mniszków 123,83 km², waarvan:
- agrarisch gebied: 59%
- bossen: 33%

De gemeente beslaat 11,92% van de totale oppervlakte van de powiat.

## Demografie
Stand op 30 juni 2004:
| Omschrijving                   | Totaal | Totaal | Vrouwen | Vrouwen | Mannen | Mannen |
| ------------------------------ | ------ | ------ | ------- | ------- | ------ | ------ |
| eenheid                        | aantal | %      | aantal  | %       | aantal | %      |
| inwoners                       | 4820   | 100    | 2385    | 49,5    | 2435   | 50,5   |
| bevolkingsdichtheid (inw./km²) | 38,9   | 38,9   | 19,3    | 19,3    | 19,7   | 19,7   |

In 2002 bedroeg het gemiddelde inkomen per inwoner 1234,66 zł.

## Plaatsen
Błogie Rządowe, Błogie Szlacheckie, Bukowiec nad Pilicą, Duży Potok, Góry Trzebiatowskie, Grabowa, Jawor, Jawor-Kolonia, Julianów, Konstantynów, Małe Końskie, Marianka, Mniszków, Obarzanków-Strugi, Olimpiów, Owczary, Prucheńsko Duże, Prucheńsko Małe, Radonia, Stoczki, Stok, Strzelce, Syski, Świeciechów, Zajączków, Zarzęcin.

## Aangrenzende gemeenten
Aleksandrów, Paradyż, Sławno, Sulejów, Tomaszów Mazowiecki, Wolbórz